# Liste der Kulturdenkmale in Bad Muskau

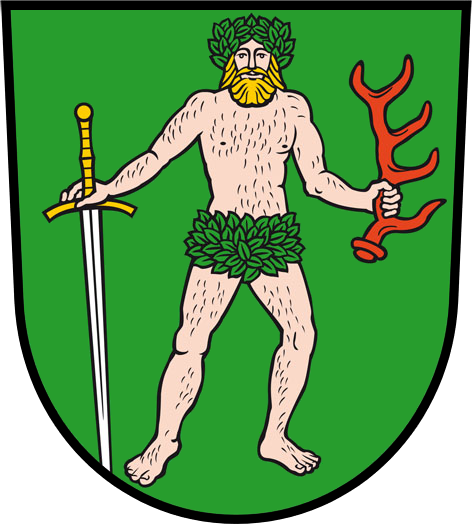
Wappen von Bad Muskau

In der Liste der Kulturdenkmale in Bad Muskau sind sämtliche Kulturdenkmale der sächsischen Stadt Bad Muskau verzeichnet, die bis 1. September 2017 vom Landesamt für Denkmalpflege Sachsen erfasst wurden (ohne archäologische Kulturdenkmale). Die Anmerkungen sind zu beachten. Zum Fürst-Pückler-Park empfiehlt sich die Liste der Kulturdenkmale im Muskauer Park.
Diese Liste ist eine Teilliste der Liste der Kulturdenkmale im Landkreis Görlitz.

## Liste der Kulturdenkmale in Bad Muskau
| Bild                                    | Bezeichnung | Lage | Datierung | Beschreibung | ID       |
| --------------------------------------- | --- | --- | --- | --- | -------- |
|                                         | Denkmalschutzgebiet Stadtkern Bad Muskau (Vorschlag) | (Stadtkern) (Karte) | Nach 1766 | Denkmalschutzgebiet Stadtkern Bad Muskau | 09300957 |
| Weitere Bilder                          | Waldeisenbahn Muskau (Sachgesamtheit) | (Flur 11, Flurstücke 221/13; Flur 13, Flurstücke 5/1, 6/1, 6/2, 6/3, 112/2) (Karte) | Ab 1895, Inbetriebnahme um 1900; Erweiterung bis 1960 | Sachgesamtheitsbestandteil der Sachgesamtheit Waldeisenbahn Muskau (siehe ID-Nr. 08975856 in Weißwasser/Oberlausitz): Eisenbahnstrecke mit historischer Trasse als Sachgesamtheitsteil; eisenbahngeschichtlich und ortsgeschichtlich von Bedeutung. | 09303052 |
| Weitere Bilder                          | Bergpark, Bockkeller im nördlichen Bereich des Bergparks unterhalb des Oberwegs, Steinbänke sowie zwei Eichen am Goetheweg und drei Rot-Buchen am Schützenhaus (Einzeldenkmäler der Sachgesamtheit 09300367) | (Bergpark) (Karte) | 1815, ab 1864 Erweiterung | Einzeldenkmäler der Sachgesamtheit Muskauer Park; Bestandteile des Muskauer Parks von internationaler gartenkünstlerischer und historischer Bedeutung, seit 2004 zugehörig zur Kernzone des UNESCO-Welterbes Muskauer Park/Park Mużakowski | 09289960 |
| Weitere Bilder                          | Ruine der Bergkirche mit Resten der Einfriedungsmauer am Kapellenweg (Einzeldenkmal der Sachgesamtheit 09300367) | (Bergpark) (Karte) | Um 1364 | Einzeldenkmal der Sachgesamtheit Muskauer Park; Bestandteil des Muskauer Parks von internationaler gartenkünstlerischer und historischer Bedeutung, seit 2004 zugehörig zur Kernzone des UNESCO-Welterbes Muskauer Park/Park Mużakowski | 09289960 |
| Weitere Bilder                          | Rote Brücke über die Bergsche Kirchgasse (Einzeldenkmal der Sachgesamtheit 09300367) | (Bergpark) (Karte) | 1836 | Einzeldenkmal der Sachgesamtheit Muskauer Park, wichtig für Blickbeziehungen innerhalb des Parks; Bestandteil des Muskauer Parks von internationaler gartenkünstlerischer und historischer Bedeutung, seit 2004 zugehörig zur Kernzone des UNESCO-Welterbes Muskauer Park/Park Mużakowski | 09289960 |
|                                         | Brücke über die Straße aus Richtung Badepark (Einzeldenkmal der Sachgesamtheit 09300367) | (Bergpark, westlich Hermannsbad 1) (Karte) | 1920er Jahre | Einzeldenkmal der Sachgesamtheit Muskauer Park; Bestandteil des Muskauer Parks von internationaler gartenkünstlerischer und historischer Bedeutung, seit 2004 zugehörig zur Kernzone des UNESCO-Welterbes Muskauer Park/Park Mużakowski | 09289960 |
| Weitere Bilder                          | Sechs Brücken (Fuchsienbrücke, Rehderbrücke, Eichseebrücke mit Eichseewehr, Schäferbrücke, Schlossbrücke, Karpfenbrücke), drei Einfriedungen mit Toren, Wehr am Neißedamm und Turbinenhaus, Schlossgärtnerei, Reithalle, Verwaltungsgebäude westlich des Turbinenhauses und Gloriette (Einzeldenkmale der Sachgesamtheit 09300367)                                                                    | (Schlosspark) (Karte) | 19. Jahrhundert (Schäferbrücke, 1982 wiederaufgebaut); 19. Jahrhundert (Schlossbrücke); 1826 (Fuchsienbrücke); 2. Hälfte 19. Jahrhundert (Karpfenbrücke); 1969 (Rehderbrücke); 1983 (Rekonstruktion Fuchsienbrücke); 1985 (Rekonstruktion Eichseebrücke) | Einzeldenkmale der Sachgesamtheit Muskauer Park; Bestandteile des Muskauer Parks von internationaler gartenkünstlerischer und historischer Bedeutung | 09289941 |
| Weitere Bilder                          | Orangerie (Einzeldenkmal der Sachgesamtheit 09300367) | (Schlosspark) (Karte) | 1843–1845 | Einzeldenkmal der Sachgesamtheit Muskauer Park; Bestandteil des Muskauer Parks von internationaler gartenkünstlerischer und historischer Bedeutung. Hohes freistehendes Orangeriegebäude, Fenster mit Tudorbogen, Dachansatz mit Zinnenkranz. | 09289941 |
| Weitere Bilder                          | Bergfriedhof (Sachgesamtheit) | Am Jungfernberg (Karte) | Um 1900 | Sachgesamtheit Bergfriedhof im OT Berg mit folgenden Einzeldenkmalen: Kriegerdenkmal für die Gefallenen des Ersten Weltkrieges und westliche Einfriedungsmauer des Friedhofs (Einzeldenkmale ID-Nr. 09288657) sowie der Friedhof als Sachgesamtheitsteil; ortsgeschichtlich von Bedeutung | 09303045 |
|                                         | Kriegerdenkmal für die Gefallenen des Ersten Weltkrieges auf dem Bergfriedhof (Einzeldenkmal der Sachgesamtheit 09303045) | Am Jungfernberg (Karte) | Nach 1918 | Einzeldenkmal der Sachgesamtheit Bergfriedhof; ortsgeschichtlich von Bedeutung | 09288657 |
|                                         | Westliche Einfriedungsmauer des Bergfriedhofs (Einzeldenkmal der Sachgesamtheit 09303045) | Am Jungfernberg (Karte) | Um 1900 | Einzeldenkmal der Sachgesamtheit Bergfriedhof; ortsgeschichtlich von Bedeutung | 09288657 |
|                                         | Seitengebäude eines Gehöfts, mit Oberlaube | Am Jungfernberg 1 (Karte) | Wohl Mitte 19. Jahrhundert | Mit Oberlaube, baugeschichtlich von Bedeutung | 09288825 |
|                                         | Häuslerhaus und Seitengebäude | Am Jungfernberg 10 (Karte) | 1. Hälfte 20. Jahrhundert | Authentisch in Ziegelmauerwerk, baugeschichtlich und sozialgeschichtlich von Bedeutung | 09300316 |
|                                         | Pfarrhaus | Andreasgasse 8 (Karte) | 2. Hälfte 19. Jahrhundert, Kern womöglich noch älter | Relikt der alten Ortskernbebauung in veränderter Umgebung, baugeschichtlich und ortsgeschichtlich von Bedeutung. Zweigeschossiger massiver Putzbau mit steilem Satteldach, historistisches Haustürblatt. | 08975865 |
| Direkt Bild zu diesem Denkmal hochladen | Wohnhaus, zwei Seitengebäude und Scheune eines Dreiseithofes | August-Bebel-Straße 1 (Karte) | 1914 (Bauernhaus und Seitengebäude); um 1890 (Seitengebäude); um 1930 (Scheune mit Werkstatt) | Baugeschichtlich und wirtschaftsgeschichtlich von Bedeutung. Zwei Brunnen, zum Teil ursprüngliche Pflasterung, Wohnhaus-Keller und Stall mit preußischem Kappengewölbe. | 09288656 |
| Direkt Bild zu diesem Denkmal hochladen | Wohnhaus (Schrotholz) und massives Seitengebäude | August-Bebel-Straße 4 (Karte) | Um 1850, Seitengebäude später | Baugeschichtlich und sozialgeschichtlich von Bedeutung. Schrotholz-Wohnhaus mit kleinem Klinker-Seitengebäude. Das Wohnhaus, entstanden wohl in der 1. Hälfte des 19. Jahrhunderts, einstöckig, vertikal verbrettert, mit leicht vergrößerten Fensteröffnungen, recht flaches Satteldach mit Biberschwanz-Kronendeckung. Eine Besonderheit ist der sogenannte Kübelschornstein mit Räucherkammer im Dachbereich. Die großen Sparrenabstände im einfach stehenden Dachstuhl sprechen für die Wahrscheinlichkeit einer ursprünglich weichen Deckung, der Windverband in der Mittelachse ist eine alte Konstruktionsform. Das Schrotholzhaus hat seine Wurzeln im Slawischen und ist die älteste erhaltene charakteristische Gebäudeart in Niederschlesien, daher besondere baugeschichtliche Bedeutung (denkmalgeschützt schon zur DDR-Zeit). Da das Gebäude heute in gewandelter Umgebung steht, hat es auch ortsentwicklungsgeschichtliche Relevanz. Wohnhaus verbrettert, Seitengebäude massiv in Klinker. | 09288655 |
| Weitere Bilder                          | Villa Boog mit Einfriedung | Bahnhofstraße 3 (Karte) | Um 1905 | Historismusfassade mit Jugendstildekoration, baugeschichtlich von Bedeutung. Reich verziert, Erker, Wintergarten mit Terrasse (heute verglast), Historismus und Jugendstil, originale schmiedeeiserne Einfriedung, alter Baumbestand. | 09288963 |
| Weitere Bilder                          | Villa | Bahnhofstraße 4 (Karte) | Um 1912 | Baugeschichtlich von Bedeutung | 09288964 |
| Weitere Bilder                          | Garteneinfriedung der Villa Blüthgen; Leisner Villa | Bahnhofstraße 10 (Karte) | Um 1912 | Aufwendige Einfriedung einer 1945 zerstörten Villa, straßenbildprägend von Bedeutung, Klinker und Schmiedeeisen | 09288966 |
|                                         | Bahnhof Muskau mit Empfangsgebäude, der Güterabfertigung und zwei Nebengebäuden | Bahnhofstraße 11 (Karte) | Wohl um 1900 | Stattliches Empfangsgebäude in Fachwerkbauweise, eisenbahngeschichtlich, baugeschichtlich und ortsgeschichtlich von Bedeutung. Bahnhof der ehemaligen Bahnstrecke Weißwasser–Bad Muskau (1872, verlängert 1898 Richtung Sorau/Żary), mit Empfangsgebäude, der Güterabfertigung und zwei Nebengebäuden | 09288967 |
| Weitere Bilder                          | Muskauer Park (Sachgesamtheit) | Bauhof 1 bis 6, 8 bis 12, 14; Hermannsbad 1, 5, 7, 8, 9 (Villa Pückler, Villa Bellevue, Obersteigerhaus, Badehaus, Turmvilla, Villa Caroline); Schloßstraße 4, 9 (Neues Schloss, Altes Schloss, Kavaliershaus); Buchenweg 1 (Weinberghaus), Hermannsbad (Hermannsbrücke); (Badepark, Bergpark, Schlosspark) (Karte) | 1815 (Parkanlage); 16. Jahrhundert bis 1864 (Alaunbergbau) | Sachgesamtheit Muskauer Park, Landschaftspark (Gartendenkmal) mit drei Parkteilen (Schlosspark, Badepark, Bergpark) mitsamt der Alaunbergbaufolgelandschaft im Bergpark (Technisches Denkmal) und mit zahlreichen Einzeldenkmalen im Bereich Schlosspark, im Bereich Badepark und im Bereich Bergpark. | 09300367 |
| Weitere Bilder                          | Vorwerk, bestehend aus Alter Schmiede (Bauhof 1, 2) zwei Wohnhäusern für Bedienstete (Bauhof 3–6 und Bauhof 8–11), einer Remise (Bauhof 12, 14), dem Marstall (südliches Gebäude, Bauhof ohne Nr.), einem Stallgebäude (ohne Anschrift, nordöstlich von Bauhof 6) und drei Einfriedungen östlich und westlich von Bauhof 6 und zwischen Bauhof 11 und 12 (Einzeldenkmale der Sachgesamtheit 09300367) | Bauhof 1, 2, 3, 4, 5, 6, 8, 9, 10, 11, 12, 14 (Schlosspark) (Karte) | Bezeichnet mit 1901, im Kern älter (Vorwerk); um 1900 (Schmiede und Wohnhaus); bezeichnet mit 1901 (Marstall) | Einzeldenkmale der Sachgesamtheit Muskauer Park; Bestandteile des Parks von internationaler gartenkünstlerischer und historischer Bedeutung. Marstall in einem Neobarock/Neorenaissance-Gemisch: drei Risalite mit Welschen Giebeln, Mansarddach, bezeichnet mit 1901. | 09289944 |
| Direkt Bild zu diesem Denkmal hochladen | Alaunbergbaufolgelandschaft (Einzeldenkmal der Sachgesamtheit 09300367) | Bautzener Straße (Karte) | 16. Jahrhundert bis 1864 | Einzeldenkmal der Sachgesamtheit Muskauer Park; Landschaft aus Halden, kleinen Tagebrüchen (Pingen) und Restlöchern im Süden und Osten des Berg- und Badeparks nördlich der Bautzener Straße, nach Stilllegung des Alaunwerks in den Muskauer Park eingegliedert, als letzte Zeugnisse des jahrhundertelangen Alaunerzabbaus zusammen mit dem Krauschwitzer Teil (siehe 09307087 Gemeinde Krauschwitz) und dem sogenannten Obersteigerhaus (Hermannsbad 7/8, 09289967) als Wohnhaus des Obersteigers von großer bergbau- und regionalgeschichtlicher Bedeutung, Bergbaufolgelandschaft als Bestandteil der Parklandschaft zudem landschaftsprägend und gartenkünstlerisch sowie historisch von internationaler Bedeutung, seit 2004 zugehörig zur Kernzone des UNESCO-Welterbes Muskauer Park/Park Mużakowski | 09307012 |
|                                         | Wohnhaus in offener Bebauung | Bautzener Straße 3 (Karte) | Um 1920 | Putzbau mit aufwändiger Fassadengestaltung, baugeschichtlich von Bedeutung, zum Teil originale Fenster | 09288955 |
| Direkt Bild zu diesem Denkmal hochladen | Wohnhaus | Bautzener Straße 9 (Karte) | Um 1910 | Baugeschichtlich von Bedeutung | 09288958 |
|                                         | Wohnhaus in offener Bebauung | Bautzener Straße 17 (Karte) | Um 1900 | Mit erhaltenem einfachen Dekor, baugeschichtlich von Bedeutung | 09288954 |
|                                         | Wohnhaus in offener Bebauung | Bautzener Straße 25 (Karte) | Um 1920 | Mit einigem Dekor, baugeschichtlich von Bedeutung. Durch Hartbrandstein gegliedert und verziert, vermutlich für Arbeiter der Glasfabrik. | 09288953 |
|                                         | Wohnhaus | Bautzener Straße 41 (Karte) | Um 1905 | Gelber Klinker, wahrscheinlich Kontext ehemalige Glasfabrik, regionaltypische Bauweise, baugeschichtlich von Bedeutung | 09288957 |
| Direkt Bild zu diesem Denkmal hochladen | Wohnhaus | Bautzener Straße 79 (Karte) | 1905 | Eingeschossig, mit originaler Putzgliederung, baugeschichtlich von Bedeutung. Eingeschossiges Gebäude mit Satteldach, zweigeschossiger Risalit, zwei Schleppgaupen, sorgfältig profiliertes Hauptgesims, anspruchsvolle Putzgliederung (glatt verrieben), übrige Flächen rau verputzt, Ecklisenen mit Quadrungen, Gurtband, Ortgang, Fensterfaschen und Schmuckelemente am Risalit. | 09285925 |
| Direkt Bild zu diesem Denkmal hochladen | Wohnhaus und Stall eines Gehöftes | Bautzener Straße 102 (Karte) | Um 1910 | Regionaltypische Bauweise, baugeschichtlich von Bedeutung, Fenstergröße original, Fenstergliederung fehlt, zum Teil neue Sohlbänke | 09288959 |
| Weitere Bilder                          | Nordfriedhof; Neuer Friedhof (Sachgesamtheit) | Berliner Chaussee (Karte) | Seit 1885 | Sachgesamtheit Nordfriedhof, Neuer Friedhof mit folgenden Einzeldenkmalen: Friedhofskapelle, 20 Grabanlagen mit Einfriedungen an der Friedhofsmauer, dazu sämtliche Grabeinfriedungen aus schmiedeeisernen Gittern auf dem Friedhof, die Friedhofseinfriedungsmauer und ein Teil des ehemaligen Marktbrunnens von ca. 1920 (Einzeldenkmale ID-Nr. 09285356) und der Friedhof als Sachgesamtheitsteil; baugeschichtlich und ortsgeschichtlich von Bedeutung. | 09303042 |
| Weitere Bilder                          | Friedhofskapelle, 20 Grabanlagen mit Einfriedungen an der Friedhofsmauer, dazu sämtliche Grabeinfriedungen aus schmiedeeisernen Gittern auf dem Friedhof, die Friedhofseinfriedungsmauer und ein Teil des ehemaligen Marktbrunnens von ca. 1920 (Einzeldenkmale der Sachgesamtheit 09303042) | Berliner Chaussee (Karte) | Nach 1910 (Friedhofskapelle); um 1920 (Teile des ehemaligen Marktbrunnens) | Einzeldenkmale der Sachgesamtheit Nordfriedhof, Neuer Friedhof; bau- und ortsgeschichtlich von Bedeutung. Inschrift des ehemaligen Marktbrunnens (kaum lesbar): „Zum Gedächtnis an das große Kämpfen, Leiden und Sterben fürs Vaterland im Weltkampfe 1914–1918, errichtet von der dankbaren Stadt Muskau.“ | 09285356 |
|                                         | Ländliches Wohnhaus | Berliner Chaussee 12 (Karte) | Um 1900 | Ländliche, regionaltypische Bauweise, baugeschichtlich von Bedeutung. Ländliches Wohnhaus, erbaut wohl vor 1900. Eingeschossiger verputzter Ziegelbau mit weitgehend ursprünglichem Wand-Öffnungs-Verhältnis, zum Teil noch sechsfeldrige Winterfenster vorhanden (2010). Einfaches biberschwanzgedecktes Satteldach ohne Ausbauten. Das Haus verkörpert die nach der Schrotholzbauweise älteste Bauform des regionaltypischen Wohnhauses Niederschlesiens. Es ist weder beeinflusst von Industrialisierung noch von städtischen Vorbildern, daher baugeschichtliche Bedeutung. Authentische Objekte dieser Art werden rar, Relikt der Volksbauweise in veränderter Umgebung. | 09285358 |
|                                         | Ländliches Wohnhaus | Berliner Chaussee 21 (Karte) | Um 1900 | Ländlicher, regionaltypischer Klinkerbau, baugeschichtlich von Bedeutung, Giebel mit deutschem Band | 09285357 |
| Weitere Bilder                          | Jakobskirche mit Kirchhof, zwei Grufthäusern, elf Grabmalen und einer Gedenktafel für die Gefallenen des Ersten Weltkrieges | Berliner Straße (Karte) | 1564 (im Kern); um 1800 (Grufthaus); 17./18./19. Jahrhundert (div. Grabmale); 1840 (Grab der Machbuba, später erneuert); nach 1918 (Gedenktafel Erster Weltkrieg)                                                                                        | Baugeschichtlich und ortsgeschichtlich von Bedeutung. Evangelische Jakobskirche (Andreasgasse 8), seit 1947 Pfarrkirche, vorher Friedhofskapelle. Schlichte Saalkirche, im Kern von 1564, nach der Zerstörung 1945–47 wiederhergestellt. Der Putzbau mit 3/8-Schluss und quadratischem Westturm. Qualitätvolle geschnitzte Kreuzigungsgruppe (aus der 1945 abgetragenen Pfarrkirche St. Andreas), die Figur des Gekreuzigten Anfang 16. Jahrhundert, Maria und Johannes, Mitte 17. Jahrhundert. | 09288971 |
|                                         | Wohnhaus in geschlossener Bebauung | Berliner Straße 19 (Karte) | Ende 18. Jahrhundert (Kern) | Zeugnis der alten Straßenbebauung, baugeschichtlich und städtebaulich von Bedeutung. Zweigeschossiger massiver Putzbau, Kern wohl Ende 18. Jahrhundert, Veränderungen um 1840 (die zwei Mittelachsen), Haustür Ende 19. Jahrhundert. | 09285125 |
|                                         | Maßmann-Haus, Ackerbürgerhaus in geschlossener Bebauung | Berliner Straße 21 (Karte) | Ende 18. Jahrhundert (Kern) | Baugeschichtlich und ortsgeschichtlich von Bedeutung. Aufwändiger Giebel, seitlich Dachhäuschen, mit Erinnerungstafel an Hans Ferdinand Maßmann. | 09285115 |
| Weitere Bilder                          | Brauerei, daran angebaut das Gebäude des ehemaligen Niederländischen Hofes, nördlich anschließend großer Gewölbekeller, weiterhin historische Hofpflasterung (Nebenanlage) und gepflasterter Erschließungsweg südlich der Brauerei | Berliner Straße 22 (Karte) | Um 1842 (Niederländischer Hof); 1842/1845 (Brauerei) | Ensemble von ortsgeschichtlicher Bedeutung; das Brauereigebäude eines der frühesten regionalen Zeugnisse des Industriebaues, besondere baugeschichtliche und, da prägend für die alte Bebauung des Ortes, auch von städtebaulicher Bedeutung. Das Brauereigebäude ist eines der frühesten regionalen Zeugnisse des Industriebaues, besondere baugeschichtliche und, da prägend für die alte Bebauung des Ortes, auch von städtebaulicher Bedeutung. Gasthof nach Kriegszerstörungen um ein Geschoss reduziert, Backsteinbau, Wand-Öffnungs-Verhältnis verändert, innen ohne Dekor, gemeinsame Unterkellerung mit der kurz danach entstandenen 4 ½ geschossigen Brauerei, diese ein roter Ziegelbau, ornamental mit Lisenen aus gelbem Ziegel versehen, Segmentbogenstil, klassizistische Elemente. Nördlich schließt sich ein großer Gewölbekeller an, der um 1900 als Getränkedepot entstand. Das 1842–1845 entstandene Ensemble Niederländischer Hof und Schlossbrauerei ist nicht nur von baugeschichtlicher, sondern vor allem von ortsgeschichtlicher Bedeutung, außerdem ist das mächtige backsteinsichtige Brauereigebäude eine Dominante im Muskauer Ortsbild und von exemplarischem Wert als eines der ersten Industriegebäude der Region. Dem ehemaligen Gasthof, heute ziegelsichtig und auf den berühmten Potsdamer Architekten Ludwig Persius zurückgehend, sieht man seine einstige architektonische Klasse leider nicht mehr an. Dem einst aus zwei Kubaturen bestehenden Gebäude in souverän-spielerischem Klassizismus (alte Abbildungen), einer „Institution“ im alten Muskau, ist im Zweiten Weltkrieg ein volles Geschoss abhanden gekommen, zudem wurde beim Rest während der notdürftigen Sicherungen das Verhältnis von Öffnungen und Wand verändert, besonders sichtbar an den Fensterbögen. Das Innendekor ist verloren. Zeitnahe oder zeitgleich entstand die Schlossbrauerei, verbunden mit dem Gasthaus durch gemeinsame Unterkellerung. Der mächtige Bau hat vier Geschosse und eine Attika, der Backstein ist ornamental-zweifarbig eingesetzt: gelb die rhythmisierenden Lisenen und das abschließende Drempelgeschoss, rot die Wände mit den segmentbogigen Fenstern. Die großen Dreiecksgiebel sind charakteristisch für den zeitgenössischen Klassizismus. Der Bau, bis 1993 noch für Getränkeproduktion genutzt, ist komplett unterkellert und hat bemerkenswerte Gewölbe im Erdgeschoss. Die eiserne Nachkriegs-Dachkonstruktion erscheint „gewagt“. Denkmalrelevant sind auch die historische Hofpflasterung und der mit Flusskieseln gepflasterte Erschließungsweg südlich des Brauereigebäudes. | 09288978 |
|                                         | Wohnhaus in geschlossener Bebauung | Berliner Straße 23 (Karte) | Ende 18. Jahrhundert (Kern) | Baugeschichtlich und städtebaulich von Bedeutung | 09285111 |
| Weitere Bilder                          | Katholische Pfarrei und Pfarrkirche St. Mariä Himmelfahrt | Berliner Straße 26 (Karte) | Bezeichnet mit 1870 (Kirche); 1880er Jahre (Pfarrhaus) | Rundbogenstil, Ensemble von baugeschichtlicher und ortshistorischer Bedeutung. Schlichte historisierende Saalkirche erbaut 1870–73. Backsteinbau mit quadratischem Westturm. Pfarrhaus (ehemalige Schule) gelbe und rote Ziegel, segmentbogige Öffnungen, bekrönter Mittelrisalit, desgleichen Giebel. | 09288973 |
|                                         | Villa Warko | Berliner Straße 32 (Karte) | Um 1840 | Klassizistischer Bau, baugeschichtlich von Bedeutung. Verputzter Ziegelbau, Erdgeschoss flache Rustika, Obergeschoss mit Drempel bzw. Mezzanin, sehr flaches Satteldach, Zahnschnittfries mit Akanthusblättern, Portikus mit korinthischen Säulen. | 09288975 |
|                                         | Villa Löbel, villenartiges Wohnhaus mit Einfriedung und Nebengebäude | Berliner Straße 43 (Karte) | Wohl um 1870 | Baugeschichtlich und straßenbildprägend von Bedeutung. Roter und gelber Klinker, Segmentbogenstil, architektonisch anspruchsvoll, soll als Bankgebäude gedient haben. | 09288976 |
| Weitere Bilder                          | Ehemaliger Gasthof | Berliner Straße 47 (Karte) | 2. Hälfte 19. Jahrhundert | Baugeschichtlich und straßenbildprägend von Bedeutung, überhöhter Mittelteil, Saalteil mit Rundbogenfenstern, klassizistische Elemente, seit 1945 als Rathaus genutzt | 09285126 |
|                                         | Sogenanntes Weinberghaus mit Seitengebäude (Einzeldenkmal der Sachgesamtheit 09300367) | Buchenweg 1 (Bergpark; nordöstlich vom Weinbergteich) (Karte) | 2. Hälfte 19. Jahrhundert | Einzeldenkmal der Sachgesamtheit Muskauer Park; Seitengebäude teilweise Fachwerk, Bestandteile des Muskauer Parks von internationaler gartenkünstlerischer und historischer Bedeutung. Weinberghaus: Wohnhaus mit Seitengebäude, eingeschossige massive Putzbauten, Sprossenfenster im originalen Sinn, rote Einfärbung, Biberschwanz-Kronen-Deckung. | 09289960 |
|                                         | Wohnhaus in halboffener Bebauung, mit Einfriedung | Clara-Zetkin-Straße 1 (Karte) | 1920er Jahre | Baugeschichtlich und städtebaulich von Bedeutung, zweigeschossiger massiver Putzbau mit leichten expressionistischen Elementen, authentisch | 09285337 |
|                                         | Wohnhaus in geschlossener Bebauung | Clara-Zetkin-Straße 2 (Karte) | 1920er Jahre | Baugeschichtlich und städtebaulich von Bedeutung | 09285336 |
|                                         | Villa Luchsenburg mit Turm, dazu Einfriedung | Clara-Zetkin-Straße 3 (Karte) | Um 1900 | Ausgewogene Putzfassade, baugeschichtlich und straßenbildprägend von Bedeutung | 09285338 |
| Direkt Bild zu diesem Denkmal hochladen | Wohnhaus in geschlossener Bebauung | Clara-Zetkin-Straße 5 (Karte) | Um 1905 | Baugeschichtlich von Bedeutung | 09285339 |
| Weitere Bilder                          | Feuerwehrgerätehaus | Clara-Zetkin-Straße 10 (Karte) | Um 1905 | Baugeschichtlich und ortsgeschichtlich von Bedeutung, Putzbau mit überhöhter Mittelpartie und Seitenrisalit | 09285340 |
|                                         | Wohnhaus mit Anbau in halboffener Bebauung | Clara-Zetkin-Straße 11 (Karte) | 1890er Jahre | Anbau mit originaler, reich verzierter Tür, baugeschichtlich von Bedeutung, viergeschossiger massiver Putzbau, leicht ornamentiert, dominantes Dachgitter | 09285341 |
| Weitere Bilder                          | Postamt mit Hofgebäude (Remise) | Clara-Zetkin-Straße 13 (Karte) | 1888 | Aufwändige Klinkerfassade, baugeschichtlich und ortsgeschichtlich von Bedeutung, verhältnismäßig aufwändig ornamentiert: Klinker rot und gelb mit Putzflächen, Dachausbau mit expressionistischen Einflüssen. | 09285342 |
| Direkt Bild zu diesem Denkmal hochladen | Ehemalige Höhere Knabenschule; Schulgebäude mit aufwändiger Fassade, dazu Hinterhaus | Clara-Zetkin-Straße 20 (Karte) | 1888 | Schule mit aufwändiger Putzfassade, baugeschichtlich und ortsgeschichtlich von Bedeutung. Schulgebäude: zweigeschossig, beide Geschosse mit Putznutung, dreigeschossiger Mittelrisalit mit Rundbogenfenster 2. Obergeschoss, Ecklisenen. Hinterhaus: Ziegelmauerwerk, Segmentbogenfenster. | 09285344 |
|                                         | Gasthaus | Clara-Zetkin-Straße 27 (Karte) | Um 1910 | Mit Elementen des Landhaus- und Jugendstils, baugeschichtlich und ortsgeschichtlich von Bedeutung | 09289750 |
|                                         | Gasthaus „Zur Grenze“ und zwei Nebengebäude der ehemaligen Ausspanne | Clara-Zetkin-Straße 29 (Karte) | 2. Hälfte 19. Jahrhundert | Ehemaligen Ausspanne, baugeschichtlich und ortsgeschichtlich von Bedeutung | 09300324 |
| Direkt Bild zu diesem Denkmal hochladen | Wohnstallhaus | Eilandweg 60 (Karte) | Um 1900 | Regionaltypischer Bau in Ziegelbauweise, baugeschichtlich und sozialgeschichtlich von Bedeutung | 09288449 |
| Direkt Bild zu diesem Denkmal hochladen | Mietshaus | Fliederweg 1 (Karte) | Nach 1870 | Baugeschichtlich von Bedeutung, zweigeschossiger massiver Putzbau mit Resten von Putzgliederung | 09288981 |
| Direkt Bild zu diesem Denkmal hochladen | Fabrikantenvilla | Forster Straße 7 (Karte) | Um 1870 | Fassade mit spätklassizistischen Einflüssen, baugeschichtlich von Bedeutung, eingeschossiger Putzbau mit Drempel, Gurtgesimse, flaches Satteldach | 09288136 |
| Weitere Bilder                          | Verwaltungsgebäude der Papierfabrik | Forster Straße 8 (Karte) | Um 1925? | Baugeschichtlich und ortsgeschichtlich von Bedeutung, dreigeschossiger Putzbau mit Mansarddach | 09288163 |
| Weitere Bilder                          | Schüttungsturm der ehemaligen Papierfabrik | Forster Straße 10 (Karte) | Um 1915 | Technikgeschichtlich von Bedeutung. | 09300384 |
| Direkt Bild zu diesem Denkmal hochladen | Mietshaus mit Stützmauer und Treppenanlage | Gablenzer Straße 7 (Karte) | Bezeichnet mit 1930 | In der Formensprache der 1920er Jahre, baugeschichtlich von Bedeutung. Klinkermauerwerk wechselt sich mit Putz ab, ersteres auch ornamental eingesetzt, Eingang dekorativ betont. | 09285367 |
|                                         | Mietshaus und Nebengebäude mit Oberlaube | Gehalm 2 (Karte) | 1901 | Mietshaus mit vergleichsweise aufwändiger Fassade, baugeschichtlich und städtebaulich von Bedeutung, Hintergebäude mit Oberlaube | 09288988 |
|                                         | Wohnhaus in geschlossener Bebauung | Gehalm 4 (Karte) | 1920er Jahre | Neuklassizistische Einflüsse, baugeschichtlich von Bedeutung, originale Haustür | 09285918 |
|                                         | Stadtscheunen | Gehalm 5, 7, 9, 11 (Karte) | 19. Jahrhundert | Ortsgeschichtlich von Bedeutung, massiv, zum Teil mit Schlackesteinen versetzt, Brandmauern | 09285920 |
|                                         | Wohnhaus in geschlossener Bebauung | Gehalm 6 (Karte) | 1920er Jahre | Neuklassizistische Einflüsse, baugeschichtlich von Bedeutung, originale Haustür | 09285919 |
|                                         | Mietshaus in halboffener Bebauung | Gehalm 8 (Karte) | 1920er Jahre | Neuklassizistische Einflüsse, baugeschichtlich von Bedeutung | 09288989 |
|                                         | Doppelmietshaus | Gehalm 12, 14 (Karte) | Um 1930 | In zeitgenössischer Formensprache, baugeschichtlich von Bedeutung, viele Gestaltungselemente erhalten | 09288990 |
|                                         | Deli-Kino, Kinogebäude mit Saal | Gehalm 18 (Karte) | Um 1930 | Baugeschichtlich und ortsgeschichtlich von Bedeutung, Einflüsse der Moderne, jedoch vorn Walmdach | 09300325 |
| Weitere Bilder                          | Eisenbahnbrücke in Stahl-Fachwerk-Konstruktion | Görlitzer Straße (Karte) | 1898 | Landschaftsbildprägende Fischbauch-Trägerbrücke, eisenbahngeschichtlich und technikgeschichtlich von Bedeutung sowie von Seltenheitswert. Eisenbahnbrücke der Strecke Muskau–Sommerfeld (Streckenkilometer 0,445), führt in langgestreckter Kurve über die Lausitzer Neiße, 186 m lang, Stahlfachwerk-Träger (sogenannter Fischbauchträger, Parabelträger mit obenliegender Fahrbahn) auf acht Betonpfeilern, 1897/98 errichtet, im April 1945 durch Sprengung zerstört, 1954/1955 Wiederaufbau durch Polen aus militärischen Erwägungen, nach Rückbau der verbliebenen Eisenbahnstrecke ab 2004 eines der wenigen Zeugnisse dieser Eisenbahnverbindung, bis zum Beitritt Polens zum Schengenraum Ende 2007 gesperrt. | 09289753 |
|                                         | Wohnhaus | Görlitzer Straße 6 (Karte) | Um 1900 | Im Heimatstil errichtet, baugeschichtlich und straßenbildprägend von Bedeutung. Erdgeschoss Putznutung, Giebelfelder und Kniestockzone Zier-Fachwerk, überstehendes Krüppelwalmdach mit Holzverzierungen. | 09289751 |
| Weitere Bilder                          | Fabrikgebäude der ehemaligen Bürstenfabrik Großmann | Görlitzer Straße 27 (Karte) | Um 1910 | Schlichtes Gebäude mit auffälliger Fassade an der Schmalseite, baugeschichtlich von Bedeutung. Fassade mit Jugendstileinflüssen, Band über Erdgeschoss: „Friedrich Ackermann“. | 09289752 |
|                                         | Villa Treu | Grüner Weg 2 (Karte) | Um 1912 | Im Reformstil errichtet, baugeschichtlich von Bedeutung. Originale Fenster, an den Gauben neu. | 09288968 |
|                                         | Villa Käthe | Grüner Weg 6 (Karte) | Um 1912 | Im Reformstil errichtet, baugeschichtlich von Bedeutung | 09288969 |
| Direkt Bild zu diesem Denkmal hochladen | Hermannsbrücke: Fußgängerbrücke im Muskauer Park (Einzeldenkmal der Sachgesamtheit 09300367) | Hermannsbad 5, nördlich (Badepark) (Karte) | Um 1913 | Einzeldenkmal der Sachgesamtheit Muskauer Park; Hermannsbrücke, einbogige Brücke, Bestandteil des Muskauer Parks von internationaler gartenkünstlerischer und historischer Bedeutung. Hermannsbrücke mit schlichtem schmiedeeisernem Geländer. | 09289967 |
|                                         | Badepark, Villa Bellevue (Hermannsbad 1), Badehaus (Hermannsbad ohne Hausnr.), Villa Pückler (Hermannsbad 5), sogenanntes Obersteigerhaus (Hermannsbad 7/8) mit Nebengebäude, Turmvilla (Hermannsbad 9), Villa Caroline mit Nebengebäude (Hermannsbad ohne Hausnr.), Einzeldenkmale der Sachgesamtheit 09300367                                                                                       | Hermannsbad 1, 5, 7, 8, 9 (Badepark) (Karte) | Ab 1823 (Badepark); 1822–1825 Dendro (Villa Pückler); Mitte 19. Jahrhundert (Villa Bellevue); Ende 19. Jahrhundert (sogenanntes Obersteigerhaus); um 1900 (Turmvilla und Villa Caroline)                                                                 | Einzeldenkmale der Sachgesamtheit Muskauer Park; Bestandteile des Muskauer Parks von internationaler gartenkünstlerischer und historischer Bedeutung, seit 2004 zugehörig zur Kernzone des UNESCO-Welterbes Muskauer Park/Park Mużakowski | 09289967 |
| Direkt Bild zu diesem Denkmal hochladen | Schrotholzwohnhaus | Jämlitzer Straße 12 (Karte) | Um 1850 | Verputzt, baugeschichtlich und sozialgeschichtlich von Bedeutung, hinten bereits massiv ausgebaut, Giebel verbrettert, Biberschwanz | 09285363 |
|                                         | Denkmal zur Erinnerung an die Hungersnot 1771/72 | Kirchplatz (Karte) | Bezeichnet mit 1778 | Ortsgeschichtlich von Bedeutung, beschrifteter Kubus auf Sockel, darauf Vase. Hungerdenkmal mit Aufschrift: „Posuit H. C. de Callenberg. Dynastam. MDCCLXXVIII.“ (Errichtet von H. C. von Callenberg. Dynastie. 1778). Auf dem Kirchplatz stand früher die evangelisch-lutherische Stadtkirche von Muskau, die 1945 zerstört und 1959 gesprengt wurde. | 09300370 |
|                                         | Wohnhaus in geschlossener Bebauung, späterer Ladeneinbau | Kirchstraße 47 (Karte) | Ende 18. Jahrhundert (Kern) | Baugeschichtlich und städtebaulich von Bedeutung | 09285248 |
|                                         | Wohnhaus in geschlossener Bebauung, mit Laden | Kirchstraße 49 (Karte) | 1850 | Baugeschichtlich und städtebaulich von Bedeutung. Zweigeschossiger massiver Putzbau, Keller und Ladeneinbau Erdgeschoss 1930er Jahre, Ziegel-Brandmauer und Dachstuhl noch bauzeitlich, letzterer mit überdimensionierten Gaupen der 1990er Jahre und zum Teil ersetzt, Obergeschoss-Fenster mit charakteristischen Segmentinnenbögen, Rest-Erdgeschoss Bruchstein (Durchgang) | 09285247 |
|                                         | Wohnhaus in geschlossener Bebauung, späterer Ladeneinbau | Kirchstraße 51 (Karte) | Ende 18. Jahrhundert (Kern) | Baugeschichtlich und städtebaulich von Bedeutung. Hier im Durchgang - Beginn der Berg´schen Kirchgasse. | 09285246 |
|                                         | Wohnhaus in geschlossener Bebauung | Kirchstraße 53 (Karte) | Ende 18. Jahrhundert (Kern) | Baugeschichtlich und städtebaulich von Bedeutung | 09285245 |
|                                         | Wohnhaus in geschlossener Bebauung | Kirchstraße 55 (Karte) | Ende 18. Jahrhundert (Kern) | Baugeschichtlich und städtebaulich von Bedeutung | 09285238 |
|                                         | Wohnhaus mit Laden | Kirchstraße 57 (Karte) | 1903 | Mit dominantem Seitengiebel, Fassade zum Teil verändert, baugeschichtlich und städtebaulich von Bedeutung | 09285232 |
|                                         | Wohnhaus in geschlossener Bebauung | Kirchstraße 61 (Karte) | Ende 18. Jahrhundert (Kern) | Baugeschichtlich und städtebaulich von Bedeutung | 09285206 |
|                                         | Wohnhaus in geschlossener Bebauung, mit Laden | Kirchstraße 65 (Karte) | Um 1890 (Kern wohl älter) | Baugeschichtlich und städtebaulich von Bedeutung, Würfelfries unter Traufe, originale Haustür | 09285179 |
|                                         | Wohnhaus in geschlossener Bebauung, mit Laden | Kirchstraße 67 (Karte) | Ende 18. Jahrhundert (Kern), spätere Fassadenänderung | Baugeschichtlich und städtebaulich von Bedeutung | 09285167 |
|                                         | Wohnhaus in geschlossener Bebauung | Kirchstraße 69 (Karte) | Ende 18. Jahrhundert (Kern) | Baugeschichtlich und städtebaulich von Bedeutung | 09285144 |
| Weitere Bilder                          | Leske-Apotheke, Wohnhaus mit Apotheke in geschlossener Bebauung | Kirchstraße 71 (Karte) | Bezeichnet mit 1660 (Wohnhaus); bezeichnet mit 1896 (Apotheke) | Baugeschichtlich und ortsgeschichtlich von Bedeutung, seitlich je ein korbbogiger Eingang, Apotheke bezeichnet mit 1896 innen, Interieur geschützt, Schlussstein über Eingang der Apotheke: „i. J. d. H. 1660“ (vermutlich Eröffnung der ersten Apotheke) | 09285139 |
| Direkt Bild zu diesem Denkmal hochladen | Turnhalle | Köbelner Straße 24 (Karte) | Bezeichnet mit 1880 | Preußisches Fachwerk, bau- und ortsgeschichtlich von Bedeutung | 09285353 |
| Direkt Bild zu diesem Denkmal hochladen | Verwaltungsgebäude der ehemaligen Tuchfabrik (später Schaltgerätewerk) | Köbelner Straße 76 (Karte) | 1892 | Verspielter Historismus, baugeschichtlich von Bedeutung, zwei- bis zweieinhalbgeschossiger massiver Putzbau, Zierelemente wie Bogenfries, zwei pittoreske oktogonale Türme | 09285352 |
| Direkt Bild zu diesem Denkmal hochladen | Wohnhaus mit Seitengebäude | Köbelner Straße 83 (Karte) | 1879 | Fachwerk-Wohnhaus, baugeschichtlich von Bedeutung, preußisches Fachwerk, stehende Andreaskreuze (beide Stockwerke), Nebengebäude massiv | 09285351 |
| Direkt Bild zu diesem Denkmal hochladen | Wohnhaus und zwei Seitengebäude eines Dreiseithofes | Köbelner Straße 113 (Karte) | 2. Hälfte 19. Jahrhundert | Baugeschichtlich und wirtschaftsgeschichtlich von Bedeutung. Wohnhaus: massiver Putzbau mit Putznutungen und hinterem Anbau. Seitengebäude: Klinker. | 09285368 |
| Direkt Bild zu diesem Denkmal hochladen | Wohnhaus und Seitengebäude eines Bauernhofes | Köbelner Straße 120 (Karte) | Um 1910 | Baugeschichtlich und wirtschaftsgeschichtlich von Bedeutung | 09288049 |
| Weitere Bilder                          | Marktbrunnen | Markt (Karte) | Bezeichnet mit 1850 (Becken); 1962 (Schalen und Knabe) | Künstlerisch und ortsgeschichtlich von Bedeutung | 09300372 |
|                                         | Sockel der ehemaligen Freiplastik „Arnim“ | Markt 15 (vor) (Karte) | | Ortshistorische Relevanz, zur DDR-Zeit Freiplastik „Friedenstaube“. | 09304987 |
| Direkt Bild zu diesem Denkmal hochladen | Wohnhaus, nach links in geschlossener Bebauung | Mittelstraße 16 (Karte) | 19. Jahrhundert | Mit den Häusern 18 und 20 Relikt ehemaliger Ortskernbebauung in veränderter Umgebung, baugeschichtlich von Bedeutung, zweigeschossiger massiver Putzbau | 09285927 |
| Direkt Bild zu diesem Denkmal hochladen | Wohnhaus in geschlossener Bebauung | Mittelstraße 18 (Karte) | 18. Jahrhundert | Mit den Häusern 16 und 20 Relikt ehemaliger Ortskernbebauung in veränderter Umgebung, baugeschichtlich von Bedeutung, zweigeschossiger massiver Putzbau, Sprossenfenster | 08975866 |
| Direkt Bild zu diesem Denkmal hochladen | Kleines Wohnhaus, nach rechts in geschlossener Bebauung | Mittelstraße 20 (Karte) | 18. Jahrhundert | Mit den Häusern 16 und 18 Relikt ehemaliger Ortskernbebauung in veränderter Umgebung, baugeschichtlich von Bedeutung, eingeschossig, originale Haustür und kleine Dachhäuschen | 09285128 |
| Weitere Bilder                          | Kleine-Mühle; Sellmühle; Mühlengebäude mit Resten der technischen Ausstattung, Mühlrad sowie Seitengebäude und Mühlgraben | Mühlenweg 1 (Karte) | 19. Jahrhundert (Mühle); um 1900 (Seitengebäude) | Baugeschichtlich und technikgeschichtlich von Bedeutung, Stallscheune Klinker | 09285371 |
| Direkt Bild zu diesem Denkmal hochladen | Wohnhaus, Scheune und Seitengebäude (Schrotholz) eines Gehöfts | Mühlenweg 6 (Karte) | Um 1920 (Bauernhaus); um 1870 (Scheune); um 1850 (Seitengebäude) | Baugeschichtlich und wirtschaftsgeschichtlich von Bedeutung | 09288105 |
|                                         | Wohnhaus | Neißedamm 1 (Karte) | Um 1900 | Authentisches regionaltypisches Gebäude in Ziegelmauerwerk, baugeschichtlich von Bedeutung, mit Drempel und übergiebeltem Mittelrisalit | 09289755 |
|                                         | Mietshaus mit zweigeschossigem Holzbalkon | Neißedamm 2 (Karte) | Um 1905 | Mit zweigeschossigem Holzbalkon, baugeschichtlich von Bedeutung | 09289936 |
|                                         | Mietshaus mit zweigeschossigem Holzbalkon | Neißedamm 3 (Karte) | Um 1905 | Mit zweigeschossigem Holzbalkon, baugeschichtlich von Bedeutung | 09289754 |
| Weitere Bilder                          | Kriegerdenkmal für Gefallene des Ersten Weltkrieges | Neißestraße (Karte) | Nach 1918 | Ortsgeschichtlich von Bedeutung | 09285370 |
|                                         | Wohnhaus in geschlossener Bebauung | Neustädter Berggasse 1 (Karte) | Um 1905 | Fassade mit neogotischen Anklängen, baugeschichtlich und städtebaulich von Bedeutung, dreigeschossiger massiver Putzbau, zwei dominante Dachhäuschen | 09285349 |
|                                         | Mietshaus in geschlossener Bebauung | Neustädter Berggasse 3 (Karte) | Bezeichnet mit 1902 | Stattliche städtische Architektur mit Jugendstilelementen, baugeschichtlich und städtebaulich von Bedeutung | 09285348 |
|                                         | Mietshaus in halboffener Bebauung | Neustädter Berggasse 5 (Karte) | Um 1905 | Baugeschichtlich und städtebaulich von Bedeutung, dreigeschossiger massiver Putzbau mit zwei seitlichen Dacherkern | 09285347 |
|                                         | Villenartiges Wohnhaus | Oberweg 1 (Karte) | Um 1920 | Villenartiger Putzbau, baugeschichtlich von Bedeutung, eingeschossig mit Mansarddach, Schlagläden, zeitweise Wohnhaus von Baumeister Lehmann | 09288979 |
|                                         | Wohnhaus in serieller Holzkonstruktion | Oberweg 2 (Karte) | Um 1925 | Serielle Holzkonstruktion, Produkt der Firma Christoph & Unmack, baugeschichtlich von Bedeutung | 09288980 |
| Direkt Bild zu diesem Denkmal hochladen | Gedenkstein für die Opfer des Faschismus (FIR-Denkmal) | Parkstraße (Karte) | 1965 | Inschrifttafel mit Buchstaben FIR („Fédération Internationale des Résistants“: antifaschistische Dachorganisation, zentrale internationale Vereinigung für alle Verfolgten des Naziregimes), ortsgeschichtlich von Bedeutung | 09288987 |
| Direkt Bild zu diesem Denkmal hochladen | Sowjetisches Ehrenmal für Gefallene des Zweiten Weltkrieges, mit Torbogen und Einfriedung (Hecke) | Parkstraße (Karte) | Nach 1945 | Begräbnisort von 800 Sowjetsoldaten, geschichtlich von Bedeutung. Sowjetisches Ehrenmal für Gefallene des Zweiten Weltkrieges, mit Torbogen und Einfriedung (Hecke), zentraler Punkt des Ehrenmals ist ein Obelisk, der von einem (früher zu erleuchtenden) roten Stern bekrönt wird, und der auf einem Sockel mit Gedenktafel steht. Das Monument ist weiträumig oval umfasst von einer hüfthohen Hecke, die in der Mittelachse von einem Eingangstor unterbrochen wird, bestehend aus zwei helmbekrönten, durch einen Bogen verbundenen Pfeilern. Vermutlich stammt der Obelisk aus den 1950er Jahren, die Anlage mit dem Tor entstand, im Rahmen der Volkswirtschaftlichen Masseninitiative, wohl rund zwanzig Jahre später, Zeugnis der Erinnerungskultur der Nachkriegszeit, die gewissermaßen in zwei Schritten erfolgte. Stern war früher zu erleuchten, Obelisk mit rotem Stern, am Sockel Gedenktafeln. | 09288986 |
| Direkt Bild zu diesem Denkmal hochladen | Wohnhaus (Schrotholz, Umgebinde) und zwei Seitengebäude eines Dreiseithofes | Schillerstraße 2 (Karte) | Um 1800 (Bauernhaus); um 1900 (beide Seitengebäude) | Baugeschichtlich, sozialgeschichtlich und wirtschaftsgeschichtlich von Bedeutung. Wohnhaus: zwei Joche Giebelumgebinde, Fachwerk-Nebengebäude, weiteres Nebengebäude Hartbranntstein. | 09288642 |
| Direkt Bild zu diesem Denkmal hochladen | Hauptgebäude und Scheune des ehemaligen Dominiums, ohne Anbau | Schillerstraße 3, 5 (Karte) | Kern 18. Jahrhundert (Vorwerk); um 1900 (Scheune) | Baugeschichtlich und ortsgeschichtlich von Bedeutung | 09288514 |
| Direkt Bild zu diesem Denkmal hochladen | Wohnhaus und Seitengebäude eines Gehöfts | Schillerstraße 4 (Karte) | Um 1910 | Baugeschichtlich und wirtschaftsgeschichtlich von Bedeutung, Torpfosten Granit, sehr hoher Drempel der Nebengebäude, vollständig erhalten, Kronendeckung | 09288645 |
| Direkt Bild zu diesem Denkmal hochladen | Ländliches Wohnhaus | Schillerstraße 6 (Karte) | Um 1910 | Ländlicher Klinkerbau, baugeschichtlich von Bedeutung, Blockverband, Segmentbögen, Kronendeckung, Klinker | 09288643 |
| Direkt Bild zu diesem Denkmal hochladen | Wohnhaus und Seitengebäude eines Gehöfts | Schillerstraße 8 (Karte) | Bezeichnet mit 1904 (Wohnhaus); vor 1904 (Seitengebäude) | Klinkerbauten, baugeschichtlich und wirtschaftsgeschichtlich von Bedeutung | 09288648 |
| Direkt Bild zu diesem Denkmal hochladen | Wohnhaus und Seitengebäude eines Gehöfts | Schillerstraße 15 (Karte) | Bezeichnet mit 1905 | Baugeschichtlich und wirtschaftsgeschichtlich von Bedeutung, alle Gebäude Klinkermauerwerk, Wohnhaus mit Drempel und übergiebeltem Mittelrisalit | 09288647 |
| Direkt Bild zu diesem Denkmal hochladen | Wohnhaus (Umgebinde) und Seitengebäude eines Gehöfts | Schillerstraße 17 (Karte) | Um 1850 | Baugeschichtlich von Bedeutung, Seitengebäude Klinker | 09288644 |
|                                         | Wohnhaus eines Gehöfts | Schillerstraße 21 (Karte) | Wohl vor 1850 | Fachwerk, baugeschichtlich von Bedeutung, Andreaskreuze | 09288646 |
|                                         | Doppelwohnhaus | Schloßstraße 1, 3 (Karte) | 19. Jahrhundert Kern? (Doppelwohnhaus); um 1920 (Fassade) | Gebäudekomplex mit späterer gemeinsamer Fassade, baugeschichtlich und straßenbildprägend von Bedeutung, Kachelofen im Inneren, Stuckdecken | 09288984 |
| Weitere Bilder                          | Neues Schloss (Einzeldenkmal der Sachgesamtheit 09300367) | Schloßstraße, ohne Nr. (Schlosspark) (Karte) | Ab 1525 (Neues Schloss); 1361 (als Wasserburg) | Einzeldenkmal der Sachgesamtheit Muskauer Park; Bestandteil des Muskauer Parks von internationaler historischer Bedeutung. Dreiflügelanlage in der Form niederländisch geprägter Neurenaissance, Hof nach Osten geöffnet, an der Westseite Rundtürme, Auffahrtsrampe nach Plänen Karl Friedrich Schinkels, seit 1945 Ruine, der Wiederaufbau erfolgte in den 1990er Jahren | 09289941 |
| Direkt Bild zu diesem Denkmal hochladen | Bronzeplastik von Adolf Menzner (Einzeldenkmal der Sachgesamtheit 09300367) | Schloßstraße (Schlosspark) (Karte) | | Einzeldenkmal der Sachgesamtheit Muskauer Park; Bestandteil des Muskauer Parks von internationaler historischer Bedeutung. Im Vestibül des Neuen Schlosses lebensgroße Bronzeplastik „Machbuba“ von Adolf Menzner (1927). | 09289941 |
|                                         | Kalksteinpflanzgefäß nordwestlich des Schlosses (Einzeldenkmal der Sachgesamtheit 09300367) | Schloßstraße (Schlossinsel) (Karte) | 19. Jahrhundert | Einzeldenkmal der Sachgesamtheit Muskauer Park; Bestandteil des Muskauer Parks von internationaler historischer Bedeutung. Pflanzen und Amphore: 100 × 100 × 110 cm. | 09289941 |
| Weitere Bilder                          | Altes Schloss (Rentamt) (Einzeldenkmal der Sachgesamtheit 09300367) | Schloßstraße 4 (Karte) | Ab 1525 (Neues Schloss); 1361 (als Wasserburg) | Einzeldenkmal der Sachgesamtheit Muskauer Park; Bestandteil des Muskauer Parks von internationaler historischer Bedeutung. Mittelalterliche Wasserburg, ab 1525 als Rentamt genutzt, im Kern 17. Jahrhundert, Umbau 1862, 1965–1968 Wiederaufbau in den Formen von 1862, vierachsiger Mittelbau wird von vorspringenden Seitenflügeln von 2:4 Achsen flankiert, rustikales Sandsteinportal, Wappen im Sprenggiebel. | 09289941 |
| Weitere Bilder                          | Kavaliershaus mit vorgelagertem Kalksteinpflanzgefäß (Einzeldenkmal der Sachgesamtheit 09300367) | Schloßstraße 9 (Karte) | 1742 (Kavaliershaus); 19. Jahrhundert (Pflanzgefäß) | Einzeldenkmal der Sachgesamtheit Muskauer Park; Bestandteil des Muskauer Parks von internationaler historischer Bedeutung. - Kavaliershaus (Schloßstraße 9): langgestreckter Putzbau mit Mansarddach. - Kalksteinpflanzgefäß (vor Kavaliershaus): 120 × 120 × 95 cm, mit Putten, Tierwappen und Girlanden | 09289941 |
|                                         | Wohnhaus mit Schmiede und Tankstelle | Schmelzstraße 1 (Karte) | Um 1900 (Schmiede); bezeichnet mit 1904 (Wohnhaus); 1929 (Tankstelle) | Baugeschichtlich und ortsgeschichtlich von Bedeutung. Wohnhaus mit Schmiede und Tankstelle; dreigeschossiger massiver Putzbau mit gegiebeltem Mittelrisalit, dort Ornament; Schmiede mit geklinkerter segmentbogiger Einfahrt, darüber "Schmiede Klenner"; Tankstelle kleines eingeschossiges Gebäude mit sehr flachem Walmdach, davor hölzernes Flugdach; die Koexistenz von Schmiede und Tankstelle von 1929 dokumentiert in selten noch zu findender Koexistenz, wie die Entwicklung vom Auto als einer Art moderner Kutsche zur eigenständigen Gattung mit entsprechenden Serviceeinrichtungen ging; trotz Verlust der technischen Ausstattung Zeugnis der Verkehrsgeschichte von hohem dokumentarischen Wert (LfD/2012). | 09289749 |
|                                         | Ehemaliges Gasthaus Deutscher Kaiser | Schmelzstraße 2 (Karte) | Um 1900 | Aufwändige Neorenaissance, heute zweigeteilt, bau- und ortsgeschichtliche Bedeutung. | 09289747 |
|                                         | Mietshaus in halboffener Bebauung | Schmelzstraße 3 (Karte) | 1900–1910 | Baugeschichtlich und städtebaulich von Bedeutung | 09289748 |
|                                         | Wohnhaus in geschlossener Bebauung und Hintergebäude mit Töpferei | Schmelzstraße 4 (Karte) | Wohl um 1905 | Baugeschichtlich und ortsgeschichtlich von Bedeutung | 09289073 |
|                                         | Wohnhaus in halboffener Bebauung | Schmelzstraße 6 (Karte) | Um 1880 | Baugeschichtlich und städtebaulich von Bedeutung | 09289072 |
|                                         | Wohnhaus in offener Bebauung | Schmelzstraße 7 (Karte) | Um 1850 | Baugeschichtlich von Bedeutung | 09289074 |
|                                         | Wohnhaus | Schmelzstraße 11 (Karte) | Um 1900 | Baugeschichtlich und städtebaulich von Bedeutung | 09289746 |
|                                         | Wohnhaus in geschlossener Bebauung | Schmelzstraße 14 (Karte) | Um 1890 | Baugeschichtlich und städtebaulich von Bedeutung | 09289744 |
|                                         | Wohnhaus in offener Bebauung | Schmelzstraße 15 (Karte) | Um 1910 | Neobarocke Fassade, baugeschichtlich von Bedeutung | 09289745 |
|                                         | Wohnhaus mit Laden in geschlossener Bebauung | Schmelzstraße 16 (Karte) | Um 1900 | Baugeschichtlich und städtebaulich von Bedeutung | 09289743 |
|                                         | Wohnhaus in geschlossener Bebauung | Schmelzstraße 18 (Karte) | Um 1880 | Baugeschichtlich und städtebaulich von Bedeutung | 09289742 |
|                                         | Wohnhaus in geschlossener Bebauung | Schmelzstraße 31 (Karte) | Wohl um 1850 | Eingeschossig, typisch für die ehemalige Bebauung der „Schmelze“, baugeschichtlich und städtebaulich von Bedeutung. | 09289741 |
|                                         | Wohnhaus mit Laden in halboffener Bebauung | Schmelzstraße 34 (Karte) | Um 1910 | Baugeschichtlich und städtebaulich von Bedeutung | 09288991 |
|                                         | Wohnhaus in geschlossener Bebauung | Schmelzstraße 40 (Karte) | Um 1850 (Kern) | Baugeschichtlich und städtebaulich von Bedeutung | 09288992 |
|                                         | Wohnhaus mit Laden in geschlossener Bebauung | Schmelzstraße 45 (Karte) | Um 1890 | Baugeschichtlich und städtebaulich von Bedeutung | 09288994 |
|                                         | Wohnhaus in geschlossener Bebauung | Schmelzstraße 57 (Karte) | Um 1800 | Baugeschichtlich und städtebaulich von Bedeutung | 09285346 |
| Direkt Bild zu diesem Denkmal hochladen | Schrotholzwohnhaus und Schrotholzscheune | Schulstraße 10 (Karte) | Vor 1850 | Schrotholzgebäude, baugeschichtlich und sozialgeschichtlich von Bedeutung | 09285432 |
| Direkt Bild zu diesem Denkmal hochladen | Schrotholzhaus | Schulstraße 11 (Karte) | Vor 1850 | Vorderseite verputzt, baugeschichtlich und sozialgeschichtlich von Bedeutung | 09285812 |
| Direkt Bild zu diesem Denkmal hochladen | Schrotholzhaus | Schulstraße 18 (Karte) | Vor 1850 | Baugeschichtlich und sozialgeschichtlich von Bedeutung | 09288011 |
| Direkt Bild zu diesem Denkmal hochladen | Schrotholzwohnhaus | Schulstraße 22 (Karte) | Nach 1850 | Baugeschichtlich und sozialgeschichtlich von Bedeutung | 09285374 |
| Direkt Bild zu diesem Denkmal hochladen | Ländliches Wohnhaus | Schulstraße 42 (Karte) | Um 1900 | Baugeschichtlich von Bedeutung | 09285372 |
|                                         | Wasserturm | Schützenstraße 1 (Karte) | 1914 | Baugeschichtlich und technikgeschichtlich von Bedeutung | 09285355 |
| Direkt Bild zu diesem Denkmal hochladen | Wohnhaus und Nebengebäude | Südweg 11 (Karte) | Anfang 1920er Jahre (Nebengebäude); bezeichnet mit 1929 (Wohnhaus) | Baugeschichtlich von Bedeutung | 09288961 |
| Direkt Bild zu diesem Denkmal hochladen | Wohnhaus eines Zweiseithofes | Weinbergweg 1 (Karte) | Um 1880 | Baugeschichtlich von Bedeutung | 09288651 |
| Direkt Bild zu diesem Denkmal hochladen | Wohnhaus und zwei Seitengebäude eines Gehöfts | Weinbergweg 2 (Karte) | Um 1900 | Klinkerbauten, baugeschichtlich von Bedeutung | 09288649 |
| Direkt Bild zu diesem Denkmal hochladen | Schrotholzwohnhaus | Weinbergweg 10 (Karte) | 19. Jahrhundert, eventuell älter | Baugeschichtlich und sozialgeschichtlich von Bedeutung | 09288650 |
| Direkt Bild zu diesem Denkmal hochladen | Schrotholzwohnhaus und Schrotholzscheune eines Gehöftes | Wilhelm-Busch-Weg 10 (Karte) | 1752 Dendro (Scheune); 1834 Dendro (Bauernhaus) | Baugeschichtlich, sozialgeschichtlich und wirtschaftsgeschichtlich von Bedeutung | 09288166 |

## Streichungen von der Denkmalliste
| Bild                                    | Bezeichnung | Lage                                                          | Datierung | Beschreibung | ID       |
| --------------------------------------- | --- | ------------------------------------------------------------- | --- | --- | -------- |
| Weitere Bilder                          | Sechs Brücken (Fuchsienbrücke, Rehderbrücke, Eichseebrücke mit Eichseewehr, Schäferbrücke, Schlossbrücke, Karpfenbrücke), drei Einfriedungen mit Toren, Wehr am Neißedamm und Turbinenhaus, Schlossgärtnerei, Reithalle, Verwaltungsgebäude westlich des Turbinenhauses und Gloriette (Einzeldenkmale der Sachgesamtheit 09300367) | (Schlosspark) (Karte)                                         | 19. Jahrhundert (Schäferbrücke, 1982 wiederaufgebaut); 19. Jahrhundert (Schlossbrücke); 1826 (Fuchsienbrücke); 2. Hälfte 19. Jahrhundert (Karpfenbrücke); 1969 (Rehderbrücke); 1983 (Rekonstruktion Fuchsienbrücke); 1985 (Rekonstruktion Eichseebrücke) | Einzeldenkmale der Sachgesamtheit Muskauer Park; Bestandteile des Muskauer Parks von internationaler gartenkünstlerischer und historischer Bedeutung. Zwischen 2017 und 2024 in Einzeldenkmal 09289941 integriert. | 09289957 |
| Weitere Bilder                          | Orangerie (Einzeldenkmal der Sachgesamtheit 09300367) | (Schlosspark) (Karte)                                         | 1843–1845 | Einzeldenkmal der Sachgesamtheit Muskauer Park; Bestandteil des Muskauer Parks von internationaler gartenkünstlerischer und historischer Bedeutung. Hohes freistehendes Orangeriegebäude, Fenster mit Tudorbogen, Dachansatz mit Zinnenkranz. Zwischen 2017 und 2024 in Einzeldenkmal 09289941 integriert. | 09289943 |
|                                         | Schulgebäude | Berliner Chaussee 20 (Karte)                                  | Um 1910 | Im Reformstil der Zeit um 1910, baugeschichtlich und ortsgeschichtlich von Bedeutung; nach 2014 von der Denkmalliste gestrichen | 09285360 |
| Weitere Bilder                          | Ehemaliger Niederländischer Hof; Ehemalige Schlossbrauerei (Sachgesamtheit) | Berliner Straße 22 (Karte)                                    | Um 1842 | Sachgesamtheit Niederländischer Hof/ehemalige Schlossbrauerei bestehend aus den Einzeldenkmalen: Reste eines klassizistischen Gasthofes, daran angebaut Brauerei (09288978) sowie Kellereigebäude (Sachgesamtheitsteil); von bau- und ortsgeschichtlicher sowie städtebaulicher Bedeutung Zwischen 2017 und 2024 aus der Denkmalliste gestrichen.                                                                  | 09300770 |
|                                         | Weinberghaus; Wohnhaus mit Seitengebäude (Einzeldenkmal der Sachgesamtheit 09300367) | Buchenweg 1 (Bergpark; nordöstlich vom Weinbergteich) (Karte) | 2. Hälfte 19. Jahrhundert | Einzeldenkmal der Sachgesamtheit Muskauer Park; Seitengebäude teilweise Fachwerk, Bestandteile des Muskauer Parks von internationaler gartenkünstlerischer und historischer Bedeutung. Weinberghaus: Wohnhaus mit Seitengebäude, eingeschossige massive Putzbauten, Sprossenfenster im originalen Sinn, rote Einfärbung, Biberschwanz-Kronen-Deckung. Zwischen 2017 und 2024 in Einzeldenkmal 09289960 integriert. | 09289961 |
| Direkt Bild zu diesem Denkmal hochladen | Fußgängerbrücke im Muskauer Park (Einzeldenkmal der Sachgesamtheit 09300367) | Hermannsbad 5, nördlich (Badepark) (Karte)                    | Um 1913 | Einzeldenkmal der Sachgesamtheit Muskauer Park; Hermannsbrücke, einbogige Brücke, Bestandteil des Muskauer Parks von internationaler gartenkünstlerischer und historischer Bedeutung. Hermannsbrücke mit schlichtem schmiedeeisernem Geländer. Zwischen 2017 und 2024 in Einzeldenkmal 09289967 integriert. | 09289968 |
| Direkt Bild zu diesem Denkmal hochladen | Schrotholzscheune | Kapellenweg 8 (Karte)                                         | Um 1800 | Ruinös, bau- und wirtschaftsgeschichtlich von Bedeutung. Zwischen 2018 und 2020 abgerissen. | 09288948 |
| Direkt Bild zu diesem Denkmal hochladen | Wohnhaus | Richard-Wagner-Straße 2 (Karte)                               | Wohl um 1850 | Regionaltypisches eingeschossiges Fachwerkhaus, baugeschichtlich von Bedeutung; nach zwischenzeitlichem Abriss folgerichtig im Juli/August 2017 von der Denkmalliste gestrichen | 09288652 |
| Direkt Bild zu diesem Denkmal hochladen | Ehemaliges Schulgebäude, bestehend aus zwei Gebäudeteilen | Schulstraße 5 (Karte)                                         | 1930er Jahre | Ehemalige Schule von Köbeln, bau- und ortsgeschichtlich von Bedeutung. Zwischen 2017 und 2024 aus der Denkmalliste gestrichen. | 09285373 |

## Tabellenlegende
- Bild: Bild des Kulturdenkmals, ggf. zusätzlich mit einem Link zu weiteren Fotos des Kulturdenkmals im Medienarchiv Wikimedia Commons. Wenn man auf das Kamerasymbol klickt, können Fotos zu Kulturdenkmalen aus dieser Liste hochgeladen werden:
- Bezeichnung: Denkmalgeschützte Objekte und ggf. Bauwerksname des Kulturdenkmals
- Lage: Straßenname und Hausnummer oder Flurstücknummer des Kulturdenkmals. Die Grundsortierung der Liste erfolgt nach dieser Adresse. Der Link (Karte) führt zu verschiedenen Kartendiensten mit der Position des Kulturdenkmals. Fehlt dieser Link, wurden die Koordinaten noch nicht eingetragen. Sind diese bekannt, können sie über ein Tool mit einer Kartenansicht einfach nachgetragen werden. In dieser Kartenansicht sind Kulturdenkmale ohne Koordinaten mit einem roten bzw. orangen Marker dargestellt und können durch Verschieben auf die richtige Position in der Karte mit Koordinaten versehen werden. Kulturdenkmale ohne Bild sind an einem blauen bzw. roten Marker erkennbar.
- Datierung: Baubeginn, Fertigstellung, Datum der Erstnennung oder grobe zeitliche Einordnung entsprechend des Eintrags in der sächsischen Denkmaldatenbank
- Beschreibung: Kurzcharakteristik des Kulturdenkmals entsprechend des Eintrags in der sächsischen Denkmaldatenbank, ggf. ergänzt durch die dort nur selten veröffentlichten Erfassungstexte oder zusätzliche Informationen
- ID: Vom Landesamt für Denkmalpflege Sachsen vergebene, das Kulturdenkmal eindeutig identifizierende Objekt-Nummer. Der Link führt zum PDF-Denkmaldokument des Landesamtes für Denkmalpflege Sachsen. Bei ehemaligen Kulturdenkmalen können die Objektnummern unbekannt sein und deshalb fehlen bzw. die Links von aus der Datenbank entfernten Objektnummern ins Leere führen. Ein ggf. vorhandenes Icon  führt zu den Angaben des Kulturdenkmals bei Wikidata.

## Ausführliche Denkmaltexte
1. ↑   Sechs Brücken als Einzeldenkmal der Sachgesamtheit Muskauer Park:
  - Fuchsienbrücke: 1826, 1983 rekonstruiert
  - Rehder-Brücke: 1969 von Grund auf neu erbaut, Holz
  - Eichseebrücke und Eichseewehr, mit Wasserfall (1835), großer Findling 1838 eingefügt, 1985 rekonstruiert
  - Schäfer-Brücke: 19. Jahrhundert, 1982 wieder aufgebaut
  - Schlossbrücke: Holz und Gusseisen, 19. Jahrhundert
  - Karpfenbrücke: 2. Hälfte 19. Jahrhundert, Vorgängerbau von 1826 war aus Holz
  - Parkeinfriedung I: Höhe Berliner Straße 43, schmiedeeiserne Parkeinfriedung an einer Schnittstelle mit der Stadt, Ziegelpfeiler mit Bekrönung
  - Parkeinfriedung II: Lage an der Postbrücke (Grenzübergang), Neißetor (Sandsteinpfeiler und schmiedeeiserne Gitter)
  - Parkeinfriedung III: Lage Parkstraße (bei Kirchplatz 5), Tor zum Park aus Ziegelpfeiler und Schmiedeeisen
  - Wehr und Turbinenhaus: Lage Neißedamm und Schlosspark
  - Schlossgärtnerei mit Gewächshäusern und Tropenhaus
  - Reithalle: Lage Schlosspark, Promenadenweg, eingeschossiger Putzbau mit übergiebeltem Mittelrisalit,
  - Verwaltungsgebäude
  - Freiplastik „Friedenstaube“, Inschrift des Sockels: „Friede allen Völkern“
  - Gloriette
2. ↑  Bahnhof Muskau:

Das im späten 19. Jahrhundert errichtete Empfangsgebäude ist architektonisch ambitioniert und, fern aller Typenbauten der Bahn, eines der herausragenden baulichen Beispiele des sogenannten Schweizerstils. Das Bauwerk besteht aus Kopfbau, zweigeschossigem Mittelteil und kleineren Anbauten und ist ein rot-gelber Fachwerk-Klinkerbau mit ornamental verbretterten Kniestock- und Giebelzonen unter flachen, überstehenden Satteldächern. Modern mutet die asymmetrische architektonische Linie an, die vom nördlichen giebelständigen Seitenrisalit stufenweise bis zu den kleinen Annexbauten abfällt und Bestandteil einer in vieler Hinsicht durchdachten, sowohl fortschrittlichen wie pittoresken Baukunst ist (z. B. ist das Fachwerk mit seinen Andreaskreuzen sowohl konstruktiv wie ornamental genutzt). Der Dokumentationswert ist trotz Verlustes der Uhr, der Blitzableiter und des Vordaches und trotz des schlechten Zustands hoch, eisenbahngeschichtliche und besondere baugeschichtliche Bedeutung. Empfangsgebäude: preußisches Fachwerk, durch Fehlen von Bahnhofsuhr und Bahnsteighallen entstellt, viele originale Details (Türgriffe etc.).
3. ↑  Muskauer Park (Sachgesamtheit):
  - mit folgenden Einzeldenkmalen im Bereich Schlosspark: Schlosspark, Neues Schloss (Schloßstraße, ohne Nr.), darin Bronzeplastik von Adolf  Menzner, Kalksteinpflanzgefäß nordwestlich des Schlosses, Altes Schloss (Rentamt, Schloßstraße 4) und Kavaliershaus mit vorgelagertem Kalksteinpflanzgefäß (Schloßstraße 9), Orangerie, Verwaltungsgebäude, Wehr am Neißedamm und Turbinenhaus, Schlossgärtnerei mit Gewächshäusern, Reithalle sowie sechs Brücken (Eichseebrücke mit Eichseewehr, Schäferbrücke, Rehderbrücke, Fuchsienbrücke, Schlossbrücke, Karpfenbrücke), drei Einfriedungen mit Toren, Gloriette, Allee und Baumrondell (siehe 09289941, Schloßstraße 4, 9) sowie Vorwerk, bestehend aus Alter Schmiede (Bauhof 1, 2), zwei Wohnhäusern für Bedienstete (Bauhof 3–6 und Bauhof 8–11), einer Remise (Bauhof 12, 14), dem Marstall (südliches Gebäude, Bauhof ohne Nr.) und einem Stallgebäude (ohne Anschrift, nordöstlich von Bauhof 6) (siehe 09289944, Bauhof 1–14)
  - mit folgenden Einzeldenkmalen im Bereich Badepark: Badepark, Villa Bellevue (Hermannsbad 1), Badehaus (Hermannsbad ohne Hausnr.), Villa Pückler (Hermannsbad 5), sog. Obersteigerhaus (Hermannsbad 7/8) mit Nebengebäude, Turmvilla (Hermannsbad 9), Villa Caroline mit Nebengebäude (Hermannsbad ohne Hausnr.) und Hermannsbrücke (nördlich von Hermannsbad 5), siehe 09289967
  - mit folgenden Einzeldenkmalen im Bereich Bergpark: Bergpark, Ruine der Bergkirche mit Resten der Einfriedungsmauer und Tor (am Kapellenweg), Rote Brücke über die Bergsche Kirchgasse und Brücke über die Straße aus Richtung Badepark (westlich von Hermannsbad 1), sogenanntes Weinberghaus mit Seitengebäude (Buchenweg 1), Bockkeller im nördlichen Bereich des Bergparks unterhalb des Oberwegs, Steinbänke, zwei Eichen am Goetheweg sowie drei Rot-Buchen am Schützenhaus (siehe 09289960)
  - sowie Alaunbergbaufolgelandschaft (siehe 09307012)
  - außerdem die Sachgesamtheitsteile: Grünzug  im  Bereich  der  Loosen  Wiesen  und  entlang  der  Köbelner  Straße  sowie  Neißeufer  im  Bereich „Weltende“ und nördlich der Rädaschnitzamündung,
  - dazu als Sachgesamtheitsbestandteil: Teil des Bergparks in der Gemeinde Krauschwitz (siehe Sachgesamtheit 09277079); gartenkünstlerisch, gartengeschichtlich, baugeschichtlich, kulturgeschichtlich, bergbaugeschichtlich sowie landschaftsgestaltend von internationaler Bedeutung, seit 2004 zugehörig zur Kernzone des UNESCO-Welterbes Muskauer Park/Park Mużakowski
4. ↑  Alaunbergbaufolgelandschaft:

Haldenlandschaft im Süden bzw. Südwesten des Bergparks nördlich der Bautzener Straße, Landschaft aus Halden und kleinen, teils mit Wasser gefüllten Tagebrüchen (Pingen) und Restlöchern, die aufgrund menschlicher Materialverlagerung mittels Tage- und Tiefbau gestörten Bodenschichten sind auch erkennbar am Buchenbestand, der sich im Gegensatz zur für den Sandboden der Umgebung typischen Kiefern- und Eichenvegetation auf den einst kargen Halden aus den zu verwitternden Alaunerzen bzw. aus den bereits ausgelaugten Rückständen ansiedeln ließ.

Der Alaunbergbau (erstmals schriftlich belegt im Jahre 1573) erfolgte in einer Art „wildem Bergbau“ zunächst im Tagebau, später dem Alaun mittels Stollnvortrieb und Schachtabteufen in den Berg hinein folgend und erschloss so die in mehreren Flözen (also schichtgebundene Lagerstätten) im sandigen Untergrund lagernden Alaunerze (eigentlich Alauntone, bestehend aus Schwefelkies und Tonerde). Die Alaunerze enthielten allerdings selbst kein Alaun, dies musste erst in einem langwierigen Prozess hergestellt werden. Um 1830 wurden die abgebauten Erze zu diesem Zweck zunächst „in dachförmiger Gestalt im Freien aufgestürzt“ (StAFilA Bautzen, 50175, Standesherrschaft Muskau, Nummer 1468, Bl. 16ff.) und dort zwei oder mehr Jahre gelagert. Während dieser Zeit oxidierten der im Schwefelkies (Eisen(II)-disulfid, besser bekannt als Pyrit) gebundene Schwefel sowie das Eisen zu Schwefelsäure bzw. zu Eisenoxid. Die in Verbindung mit der Schwefelsäure entstandene schwefelsaure Tonerde (Aluminiumsulfat, auch Alaunerde genannt) wurde anschließend in den Auslaugkästen der „Laugerey“ (ebd.) in Wasser gelöst und damit von den unlöslichen Bestandteilen der Alaunerde getrennt. Die bereits beim Durchlaufen der terrassenförmig untereinander angeordneten Auslaugkästen aufkonzentrierte Lauge leitete man nachfolgend zur weiteren Aufkonzentration durch Wasserverdunstung sowie zur Ablagerung von Unreinheiten über die Dornen eines Gradierwerkes (bestehend aus in einem Holzgerüst aufgeschichteten, meist aus Schwarzdorn-Ästen zusammengefügten Reisigbündeln). Das Gradierwerk befand sich ursprünglich südlich des Alaunwerks im Bereich der heutigen sogenannten Nassen Wiese bzw. der heutigen, mit Bau der Waldeisenbahn leicht im Verlauf geänderten Bautzener Straße. Die nun 12- bis 18-prozentige Lauge, die „noch immer [nur] aufgelöste schwefelsaure Thonerde, die weder Alaun noch crystallisierbar ist, enth[ie]lt“ (ebd.), kam anschließend zum Versieden in die Alaunhütte. In kleinen Bleipfannen erhitzt und hierdurch um fast zwei Drittel eingedampft, entstand durch Hinzusetzen von Pottasche (Kaliumcarbonat) schließlich der kristallisationsfähige Alaun, ein wasserhaltiges Doppelsalz von Kalium und Aluminium (Aluminiumkaliumsulfat-Dodecahydrat, auch Kalialaun). Aus der in sogenannten Schüttelkästen unter ständiger Bewegung abkühlenden Restlauge fiel der Alaun „in spießigen Crystallen, Alaunmehl genannt“ (ebd.), aus und kam dann auf die Waschbank, wo es durch mehrmaliges Waschen mit klarem Wasser von Unreinheiten befreit wurde. In sogenannten Läuterpfannen wurde das Alaunmehl nachfolgend in kochendem Wasser aufgelöst, um danach in großen Fässern, den Wächsern, zu erkalten und wieder auszukristallisieren. Abschließend öffnete man die Fässer, zerschlug den durch Umkristallisation raffinierten Alaun und wusch es ein letztes Mal mit reinem Wasser. Nach dem Trocknen auf der Trockenbank wurde der nunmehr reine Alaun in Packfässer zu je 13 Zentnern verpackt und vertrieben.

Verkauf innerhalb von Sachsen, Böhmen, Braunschweig, Preußen und Russland, Verwendung von Alaun „zu allen Färbereyen der wollenen, leinenen und seidenen Zeuge [als Beizmittel], zur Gerberey [zum Weißgarmachen der Häute], Kattundruckerey [ebenfalls als Beizmittel] und noch anderen technischen Gewerken“ (ebd.), so etwa zum Leimen von Papier, zur Herstellung von Lackfarben oder als Grundstoff zur Arzneimittelherstellung z. B. zur Blutstillung. Aufgrund mangelnder Gewinne und angesichts des hohen Konkurrenzdrucks durch die aufkommende chemische Industrie, die Alaune einfacher und kostengünstiger technisch herstellen konnte, wurde das Muskauer Alaunwerk und damit auch der zugehörige Alaunbergbau im Jahre 1864 eingestellt.

Als letzte Zeugnisse des jahrhundertelangen Abbaus und der Weiterverarbeitung des „wichtigsten Naturprodukte[s] dieser Gegend, dem Alaune“ (Leske 1785, S. 74), sind die nach Stilllegung des Alaunwerks in den Muskauer Park eingegliederten Alaunerz-Halden (bzw. die Halden ausgelaugten Materials) zusammen mit dem sogenannten Obersteigerhaus (Hermannsbad 7/8) als Wohnhaus des Obersteigers, „welcher das ganze Werk dirigiert“ (Leske 1785, S. 90), von großer bergbau- und ortsgeschichtlicher Bedeutung. Als Bestandteil des wild anmutenden Bergparks ist die Bergbaufolgelandschaft zudem landschaftsprägend.
5. ↑  Einzeldenkmale der Sachgesamtheit Nordfriedhof, Neuer Friedhof:

Grabanlagen:
  - 1. Grabanlage Familie Polter, mit schmiedeeiserner Einfriedung, in Ecklage, Zyklopenmauerwerk mit roten Klinkerverblendern
  - 2. Grabanlage Familie Hoh, mit schmiedeeiserner Einfriedung, Zyklopenmauerwerk mit weißen und schwarzen Klinkerverblendern
  - 3. Grabanlage Familie Julius Körber (1876–1927), mit schmiedeeiserner Einfriedung, gelbes Klinkerverblendmauerwerk, neogotische Formensprache
  - 4. Grabanlage Camilla von Hohenberg geborene Edee von Stankiewietz de Mogila (1848–1909), mit schmiedeeiserner Einfriedung, rotes Klinkerverblendmauerwerk, Gliederung durch grüne Klinker
  - 5. Grabanlage Ottilie und Traugott Harno, mit schmiedeeiserner Einfriedung, gelbes Klinkerverblendmauerwerk mit roter Klinkergliederung
  - 6. Grabanlage Anna (1872–1917) und August Jaeckel (1875–1934), mit schmiedeeiserner Einfriedung, Zyklopenmauerwerk mit roten und gelben Klinkerverblendern
  - 7. Grabanlage Familie Willy Eifler, mit schmiedeeiserner Einfriedung, bogenförmiges Sandsteingrabmal mit Tympanon
  - 8. Grabanlage Familie Milda (1863–1925) und Reinh. Raelsch (1855–1934), mit schmiedeeiserner Einfriedung, Sandstein
  - 9. Grabanlage Familie Emil (1865–1935) und Helene Löbel, mit schmiedeeiserner Einfriedung, Sandsteingrabmal mit Zyklopenmauerwerk
  - 10. Grabanlage Familie Ernst Raetsch, mit schmiedeeiserner Einfriedung, in Ecklage
  - 11. Grabanlage Familie Nickel, mit schmiedeeiserner Einfriedung, neogotische Formensprache mit Zyklopenmauerwerk sowie gelbem und rotem Klinkerverblendmauerwerk
  - 12. Grabanlage Familie Fedor Erdmann Fischer (1845–1901), mit schmiedeeiserner Einfriedung, neogotisches Grabmal mit Kielbogen, darin gekreuzigter Jesus
  - 13. Grabanlage Familie Clara und Paul Wolf, mit schmiedeeiserner Einfriedung, Ädikula mit Zyklopenmauerwerk
  - 14. Grabanlage der Familien Rietschel und Ginzo, mit schmiedeeiserner Einfriedung, neogotische Formensprache mit Zyklopenmauerwerk
  - 15. Grabanlage der Familien Zimpel und Noack, mit schmiedeeiserner Einfriedung, gelbes Klinkerverblendmauerwerk, Gliederung durch rote Klinker
  - 16. Grabanlage der Familien Kade und Förster, mit schmiedeeiserner Einfriedung, Zyklopenmauerwerk, Gliederung durch graue und rote Klinker
  - 17. Grabanlage mit Tudorbogen, Bogenfüllung Zyklopenmauerwerk, mit schmiedeeiserner Einfriedung
  - 18. Grabanlage Familie Janetzko, mit schmiedeeiserner Einfriedung Dreiecksgiebel mit Voluten, schöner Stuck
  - 19. Grabanlage ohne Tafel, mit Kreuz und Rankenwerk, mit schmiedeeiserner Einfriedung
  - 20. Grabanlage Familie Kutzinsky, mit schmiedeeiserner Einfriedung, Jugendstilornamentik kombiniert mit Zyklopenmauerwerk
6. ↑  Jakobskirche:

Kirchhof mit folgenden Grabmalen:
  - 1. Grabmal Hans Ferdinand Maßmann (1794–1874), zwischen zwei Eichen, Bronzetondo mit Profil des Toten (Schüler von „Turnvater Jahn“, Förderer des Turnwesens)
  - 2. Grabmal Wilhelm von Schlieben (1787–1855)
  - 3. Grabmal Deubler (bezeichnet mit 1841)
  - 4. Grabmal Christiane Friederike Langner (wohl 1. Hälfte 19. Jahrhundert)
  - 5. Zwei Grufthäuser (um 1800)
  - 6. Grabmal Rudolf Schwarz (bezeichnet mit 1801)
  - 7. Grabmal der Machbuba: ortshistorisch bedeutsames Grab der Abessinierin Machbuba, die als Sklavin von Fürst Hermann von Pückler-Muskau nach Muskau gebracht wurde, zementierter Hügel mit Schlange und Grabstein (1840, später erneuert)
  - 8. barockes Grabmal (bezeichnet mit 1689)
  - 9. Grabmal Catharina Eleonora Holstir (?), 1. Hälfte 18. Jahrhundert
  - 10. Grabmal mit lebensgroßem Relief einer Frau (17. Jahrhundert)
  - 11. Grabmal Helena Krüger (bezeichnet mit 1727)
  - 12. Gedenktafel für die im Ersten Weltkrieg Gefallenen an der Kirchenwand, Text: „Dem Andenken unserer im Weltkriege gefallenen Turnbrüder…“ (es folgen die Namen)
  - 13. Grabmal Auguste Förster (bezeichnet mit 1837)
7. ↑  Eisenbahnbrücke in der Görlitzer Straße:

Bahnstrecke Lubsko–Bad Muskau (ursprünglich Muskau–Teuplitz–Sommerfeld), vollspurige polnische (ursprünglich preußische) Nebenbahn, von der Lausitzer Eisenbahn-Gesellschaft errichtet und ab 1897 (nördliches Teilstück) bzw. 1898 (südliches Teilstück) betrieben, über staatliche Anschlussstrecke Weißwasser–Bad Muskau Anbindung an die Berlin-Görlitzer Eisenbahn, 1872 eröffnete Anschlussstrecke ab 1898 ebenfalls im Besitz der Lausitzer Eisenbahn-Gesellschaft, damit durchgängige Zugverbindung von Weißwasser über Tuplice (Teuplitz) nach Lubsko (Sommerfeld), ab 1939 Betrieb durch Deutsche Reichsbahn, 1945 durch Oder-Neiße-Grenze Teilung der Bahnstrecke, damit Bedeutungsverlust und Stilllegung des Streckenabschnitts zwischen Mużaków Wschodni und Muskau, Reststrecke wurde bis 2000 von der polnischen Staatsbahn weiterbetrieben, danach ebenfalls stillgelegt und ab 2004 rückgebaut.
8. ↑  Einzeldenkmale der Sachgesamtheit Muskauer Park im Bergpark:
Der Bergpark bleibt, als westlicher Teil der Muskauer Parkanlagen, an Bekanntheitsgrad hinter den östlich, an Schloss und Neiße gelegenen Teilen bisher zurück. Er kommt diesen aber historisch und strukturell an Bedeutung gleich. Nicht nur ist er Ort der frühesten Gestaltungsaktivitäten Pücklers, sondern formt erst zusammen mit seinem östlichen Pendant die ästhetische Gestalt, die den schon zuvor vorhandenen Ort Muskau im 19. Jahrhundert zum staffageartigen Struktur- und Bildbestandteil vereinnahmte. Wenn man sich von Süden, also auf dem größten Verkehrsweg, Muskau nähert, ist der Badepark (Hermannsbad), unterhalb des Muskauer Faltenbogens, als südöstlicher Teil des Bergparks nicht nur dessen optischer Auftakt, sondern überhaupt das erste, das man von den Pücklerschen Anlagen zu sehen bekommt. Er findet sofort Augenmerk durch seinen sanft ansteigenden Pleasureground, welcher durch die sich dahinter befindenden Gebäude gerahmt wird: durch die sogenannte Pücklervilla (Hermannsbad 5), die einstige Badeanlage mit Kuppelpavillon, Resten des Moorbadehauses und Wandelhalle und schließlich, als „zentralem Kompositionspunkt“, durch die Villa Bellevue (Hermannsbad 1).

Nicht nur die herausragende optische und strukturelle Bedeutung des Badeparks ist hervorzuheben, sondern auch und sogar besonders seine historische Relevanz. Die Versammlung von Bauten in gestalteter Natur ist einer der wenigen Teile des Muskauer Parks, der zu Wirkungszeiten Pücklers (1815 bis 1845) entstand. Dieses gilt an der südlichen Raumkante sicher für die sogenannte Pücklervilla (Hermannsbad 5), „sogenannt“, weil nicht für dessen eigene Belange, sondern (wie etwas später auch die Villa Bellevue) 1823/24 als Logierhaus für Gäste entworfen (als Umbau eines schon vorher dort existierenden Gebäudes). Diese Singularität und exemplarische (u. a. personengeschichtliche) Relevanz macht das Gebäude so wichtig, dass sein mittlerweile dürftiger Zustand und sein Veränderungsgrad dadurch aufgewogen werden. Das lang gestreckte zweigeschossige Bauwerk mit Mezzanin unter einem sehr flachen Satteldach besitzt eine überputzte Fachwerkkonstruktion. Die Fassade mit 15 Achsen und drei Eingängen der Längsschauseite weist zum Teil noch Gliederungselemente wie Gurtgesimse und Putzfaschen auf. Diese schlichte Gestaltung und die Kubatur weisen das Haus baugeschichtlich als Zeugnis des Klassizismus aus.

Die eigentlichen Badebauten des Badeparks (auch diese von exemplarischem Wert, da ohne diesen Ort Muskau nicht „Bad“ wäre), der Kuppelpavillon, das fragmentarisch erhaltene Moorbadehaus und die Wandelhalle, sind bis 1914 im Reformstil und – besonders der Pavillon – mit Einflüssen des Neobarock anstelle von entsprechenden Bauten des 19. Jahrhunderts entstanden. Die reiche Verzierung, florale und auch gegenständliche Ornamentik, kannelierte Säulen, rundbogige Fensterreihen und Arkaden sind baulich wie geschaffen für den Grundgedanken des Badeparks.

Die Villa Bellevue (Hermannsbad 1), wie die sogenannte Pücklervilla als Logierhaus entstanden (jedoch erst gegen Mitte des 19. Jahrhunderts) und wie diese auch mehrfach umgebaut, ist durch Position und Aufriss der zentrale Bau der in Rede stehenden Anlage. Ihn adeln nicht nur die tiefen, wohlproportionierten klassizistischen Baukörper, sondern vor allem die Holzkolonnaden seiner talseitigen Holzveranda.

Das nicht so sehr ins Auge fallende Obersteigerhaus (Hermannsbad 7/8), ein etwas im Hintergrund gelegener schlichter zweigeschossiger Ziegelbau, ist dennoch unentbehrlicher Bestandteil des Badeparks, ist es doch Zeugnis einer weiteren hier festzustellenden historischen Ebene: des einstigen, noch vor Beginn der Parkgestaltung begonnenen Alaunabbaus 

Gebäude:
  - Villa Bellevue (Hermannsbad 1): klassizistischer dreigeschossiger Kubus mit Flachdach, an den sich langgestrecktes Gebäude mit zwei Geschossen hölzerner Liegebalkons anschließt
  - Villa Pückler (Hermannsbad 5): verputzter Fachwerkbau
  - sogenanntes Obersteigerhaus (Hermannsbad 7/8): zweigeschossiges Ziegelgebäude
  - Turmvilla mit Nebengebäude (Hermannsbad 9): dreigeschossiger Putzbau mit Dachüberstand, zweigeschossiges Ziegelseitengebäude
  - Villa Caroline (im rechten Winkel zur Turmvilla)
  - Badehaus (Hermannsbad ohne Hausnummer): Zentralraum mit Vorbau auf dorischen Säulen, seitlich Wandelgänge, aufwändige ornamentale Gestaltung, Reliefdarstellung des Jungbrunnens (Türrahmung, Türblatt befand sich im ehemaligen Rathaus)
9. ↑  Neues Schloss:

Neues Schloss. Um 1525 unter der Leitung eines italienischen Baumeisters unter der Herrschaft derer von Biberstein erbaut. Nach 1579 verändert, 1643 ausgebrannt. Die Neubauabsichten Fürst Pücklers, für die Karl Friedrich Schinkel um 1817 großzügige Entwürfe lieferte (Neues und Altes Schloss sollten durch hohe Bogengänge miteinander verbunden werden) kamen nicht zur Ausführung. Lediglich die große Auffahrtsrampe wurde nach den Plänen Schinkels angelegt. Die begleitenden Pferdeplastiken nicht erhalten. 1863–66 tiefgreifend umgebaut nach Entwürfen von Hermann Wentzel (1820–1889) und Maximilian Franz Strasser (1819–1893) für den Prinzen Friedrich der Niederlande. 1945 zerstört, Wiederaufbau in den 1990er Jahren.

Stattliche Dreiflügelanlage in den Formen einer niederländisch geprägten Neurenaissance mit nach Osten zur Rampe hin geöffnetem Hof. Der Bau an der Westseite von schlanken Rundtürmen flankiert, 1926 Anbau eines Tanzsaals an der Nordseite. Marstall (Schloßpark). Langgestreckter Putzbau mit Mansardwalmdach im Stil der Neurenaissance, bezeichnet mit 1901, mit genuteten Putzlisenen und geschweiften Staffelgiebeln. In ähnlicher Weise die sogenannte Remise (heute Wohnungen) gestaltet.
Ehemalige Reithalle (Promenadenweg). Gestaffelter Putzbau von A. Breslauer oder H. Lehmann, 1922, die Formen ein Rückgriff auf die Neurenaissance.
10. ↑  Altes Schloss:

Altes Schloss, heute Museum und Bibliothek (Schloßstraße 4). Mittelalterliche Wasserburg, bereits 1361 genannt, nach Errichtung des Neuen Schlosses um 1525 als Rentamt genutzt. Der Kern des bestehenden Baues wohl im Wesentlichen aus dem 1. Viertel des 17. Jahrhunderts, 1862 umgebaut, 1945 bis auf die Umfassungsmauern zerstört. 1965–68 Wiederaufbau in den Formen von 1862. Symmetrischer, zweigeschossiger Putzbau mit modernem Walmdach. Der vierachsige Mittelbau wird von schmalen risalitartig vorspringenden Seitenflügeln von 2 : 4 Achsen flankiert. Am Haupteingang imposantes Sandsteinportal mit Rustikaquaderung. Das Allianzwappen derer von Dohna und von Callenberg in einem gesprengten Giebel, drei Sandsteinfiguren von Flora, Herkules und Hygieia in Nischen zwischen den Obergeschossfenstern (Neuschöpfungen von Werner Hempel, 1968).
11. ↑  Ehemalige Schlossbrauerei (Sachgesamtheit):

Das 1842–45 entstandene Ensemble „Niederländischer Hof“ und Schlossbrauerei (benannt nach dem Standesherrn von Muskau Prinz von Oranien-Nassau) ist nicht nur von baugeschichtlicher, sondern vor allem von ortsgeschichtlicher Bedeutung. Außerdem ist das mächtige backsteinsichtige Brauereigebäude eine Dominante im Muskauer Ortsbild; dem ehemaligen Gasthof, heute ziegelsichtig, sieht man seine einstige architektonische Klasse leider nicht mehr an; dem einst aus zwei Kubaturen bestehenden Gebäude in souverän – spielerischem Klassizismus (alte Abbildungen), einer „Institution“ im alten Muskau, ist im Zweiten Weltkrieg ein volles Geschoss abhanden gekommen, zudem wurde beim Rest während der notdürftigen Sicherungen das Verhältnis von Öffnungen und Wand verändert, besonders sichtbar an den Fensterbögen; das Innendekor ist verloren. Zeitnahe oder zeitgleich entstand die Schlossbrauerei, verbunden mit dem Gasthaus durch gemeinsame Unterkellerung; der mächtige Bau hat 4 Geschosse und eine „Attika“, der Backstein ist ornamental – zweifarbig eingesetzt: gelb die rhythmisierenden Lisenen und das abschließende Drempelgeschoss, rot die Wände mit den segmentbogigen Fenstern; die großen Dreiecksgiebel sind charakteristisch für den zeitgenössischen Klassizismus. 
Der Bau, bis 1993 noch für Getränkeproduktion genutzt, ist komplett unterkellert und hat bemerkenswerte Gewölbe im Erdgeschoss; die eiserne Nachkriegs-Dachkonstruktion erscheint „gewagt“.